# Фридерика София Шарлота фон Шлезвиг-Холщайн-Зондербург-Пльон
Фридерика София Шарлота фон Шлезвиг-Холщайн-Зондербург-Пльон (на немски: Friederike Sophie Charlotte von Schleswig-Holstein-Sonderburg-Plön; * 18 ноември 1736, Пльон; † 4 януари 1769, Шьонберг) от фамилията Олденбург, е принцеса от Шлезвиг-Холщайн-Зондербург-Пльон и чрез женитба графиня на Ербах-Шьонберг (1764 – 1769).

## Биография
Тя е втората дъщеря на херцог Фридрих Карл фон Шлезвиг-Холщайн-Зондербург-Пльон (1706 – 1761) и графиня Христиана Армгардис (Ирмгард) фон Ревентлов (1711 – 1779). Сестра е на София Христина Луиза (1732 – 1757), монахиня, Христиан Карл (1738 – 1740), Шарлота Амалия Вилхелмина (1744 – 1770), омъжена на 26 май 1762 г. в Райнфелд за херцог Фридрих Христиан I (1721 – 1794), Луиза Албертина (1748 – 1769), омъжена на 4 юни 1763 г. в Бернбург за княз Фридрих Албрехт фон Анхалт-Бернбург (1735 – 1796).
Фридерика София Шарлота се омъжва на 11 септември 1764 г. в Пльон за граф Георг Лудвиг II фон Ербах-Шьонберг (1723 – 1777) син на Георг Август фон Ербах-Шьонберг (1691 – 1758) и съпругата му графиня Фердинанда Хенриета фон Щолберг-Гедерн (1699 – 1750). Неговата сестра Каролина Ернестина е баба на Кралица Виктория. Те нямат деца.
Фридерика София Шарлота умира на 4 януари 1769 г. на 32 години в Шьонберг в Оденвалд и е погребана в Гронау.